# Championnats d'Europe de boxe amateur 1977
Navigation
Édition précédente Édition suivante
La 22e édition des championnats d'Europe de boxe amateur s'est déroulée à Halle, en Allemagne de l'Ouest, du 28 mai au 5 juin 1977. 

## Résultats

### Podiums
| Catégories                    | Or                  | Argent              | Bronze                            |
| Poids mi-mouches (-48 kg)     | Henryk Średnicki    | Georgi Georgiev     | Anatoliy Kluyev Philip Sutcliffe  |
| Poids mouches (-51 kg)        | Leszek Błażyński    | Aleksandr Tkachenko | Plamen Kamburov Nuri Eroğlu       |
| Poids coqs (-54 kg)           | Stefan Förster      | Teodor Dinu         | Manfred König Dimitar Pechlivanov |
| Poids plumes (-57 kg)         | Richard Nowakowski  | Roman Gotfryd       | Viktor Rybakov Tidi Tudor         |
| Poids légers (-60 kg)         | Ace Rusevski        | Christian Zornow    | René Weller Abdel Kerzazi         |
| Poids super-légers (-63,5 kg) | Bogdan Gajda        | Ulrich Beyer        | Calistrat Cuţov Memet Bogujevci   |
| Poids welters (-67 kg)        | Valeriy Limassov    | Karl-Heinz Krüger   | Vasile Cicu Plamen Jankov         |
| Poids super-welters (-71 kg)  | Viktor Savchenko    | Markus Intlekofer   | Jerzy Rybicki Kalevi Marjamaa     |
| Poids moyens (-75 kg)         | Leonid Shaposhnikov | Bernd Wittenburg    | Ilja Angelov Svatopluk Žáček      |
| Poids mi-lourds (-81 kg)      | David Kavachadze    | Ottomar Sachse      | Ion Györfi Rauno Pellikainen      |
| Poids lourds (+81 kg)         | Yevgeniy Gorstkov   | Jürgen Fanghänel    | Mircea Simon Atanas Suvandshijev  |

### Tableau des médailles
| Place | Pays                 | Médaille d'or, Europe | Médaille d'argent, Europe | Médaille de bronze, Europe | Total |
| ----- | -------------------- | --------------------- | ------------------------- | -------------------------- | ----- |
| 1     | Union soviétique     | 5                     | 1                         | 2                          | 8     |
| 2     | Pologne              | 3                     | 1                         | 1                          | 5     |
| 3     | Allemagne de l'Est   | 2                     | 6                         | 0                          | 8     |
| 4     | Yougoslavie          | 1                     | 0                         | 1                          | 2     |
| 5     | Roumanie             | 0                     | 1                         | 5                          | 6     |
| 5     | Bulgarie             | 0                     | 1                         | 5                          | 6     |
| 7     | Allemagne de l'Ouest | 0                     | 1                         | 2                          | 3     |
| 8     | Finlande             | 0                     | 0                         | 2                          | 2     |
| 9     | Tchécoslovaquie      | 0                     | 0                         | 1                          | 1     |
| 9     | France               | 0                     | 0                         | 1                          | 1     |
| 9     | Irlande              | 0                     | 0                         | 1                          | 1     |
| 9     | Turquie              | 0                     | 0                         | 1                          | 1     |
| Total | 12 pays médaillés    | 11                    | 11                        | 22                         | 44    |